# Kanton Bastia-4
Der Kanton Bastia-4 ist seit 1973 ein französischer Wahlkreis im Arrondissement Bastia, im Département Haute-Corse und in der Region Korsika.

## Gemeinden
Der Kanton besteht aus einer Gemeinde und einem Stadtteil mit insgesamt 12.905 Einwohnern (Stand: 1. Januar 2022) auf einer Gesamtfläche von 8,64 km²:
| Gemeinde        | Einwohner 1. Januar 2022 | Fläche km² | Dichte Einw./km² | Code INSEE | Postleitzahl |
| --------------- | ------------------------ | ---------- | ---------------- | ---------- | ------------ |
| Bastia          | 9.542                    | 3,03       | 3.149            | 2B033      | 20200, 20600 |
| Furiani         | 6.308                    | 18,49      | 341              | 2B120      | 20600        |
| Kanton Bastia-4 | 15.850                   | 21,52      | 737              | 2B04       | –            |

1. ↑   Nur der südöstliche Teil der Gemeinde, der Rest verteilt sich auf die Kantone Bastia-1, Bastia-2 und Bastia-3.

Bis zur landesweiten Neugliederung der Kantone 2015 bestand der Kanton Bastia-4 lediglich aus einem Teil der Stadt Bastia. Er besaß vor 2015 den INSEE-Code 2B68.